# Sheehan-Gletscher
Der Sheehan-Gletscher ist ein steiler und stark zerklüfteter Gletscher im ostantarktischen Viktorialand. Er fließt vom Miller Peak in der Explorers Range der Bowers Mountains zum Rennick-Gletscher, den er unmittelbar südlich des Alvárez-Gletschers erreicht.
Benannt wurde er von der Nordgruppe einer von 1963 bis 1964 durchgeführten Kampagne der New Zealand Geological Survey Antarctic Expedition nach dem neuseeländischen Bergsteiger Maurice James Sheehan, Teilnehmer der Forschungsreise, der 1963 auf der Scott Base überwintert hatte.